# Psicologia criminal
La psicologia és una branca de la ciència que estudia els fenòmens i les operacions psíquiques, és a dir, és l'estudi científic de la conducta humana i l'experiència de com els éssers vius i inclús els animals pensen, senten, experimenten, aprenen i s'adapten al seu entorn.
La psicologia criminal és un tipus de psicologia que s'encarrega de l'estudi del comportament i dels processos mentals de l'individu que ha comès un delicte. Aquesta branca de la psicologia intenta comprendre el perquè, les motivacions i els mecanismes que condueixen a una persona a delinquir. En definitiva, el que vol és entendre el fenomen de la criminalitat en l'àmbit social.
En el camp de la psicologia criminal no només s'estudia la ment dels criminals, sinó que també es fan anàlisis de la situació del fet criminal. Per tant, aquest tipus de psicologia, a part d'estudiar el delinqüent i la situació del fet, també intenta prevenir el delicte mitjançant tractaments als delinqüents i fent menys vulnerables a les víctimes.
Actualment la psicologia criminal s'ha separat d'altres branques com la psicologia legal (estudia els principals fenòmens psicològics relacionats amb el procés judicial (testimoni, memòria ...)), la psicologia policial (dedicada a l'estudi dels fenòmens que afecten els cossos de policia i ajudar en la investigació criminal) o la psicologia forense.

## Factors que poden interferir en la psicologia criminal
1. Factors genètics: tot el que es relacioni amb la forma de ser innata d'una persona i que sigui definida per la mateixa biologia del subjecte com per exemple, malalties, impulsos, etc.
2. Factors ambientals: és de gran importància l'etapa de la infància en la qual la persona ha desenvolupat la seva personalitat, si hi va haver conflictivitat o no, si va tenir el desenvolupament i motivacions adequats, etc.
3. Factors socials: tot el referent a l'entorn social actual de la persona, com es relaciona i quins comportaments desenvolupa.[2]

## En què consisteix la feina de psicòleg criminal
Un psicòleg criminal parteix dels seus coneixements teòrics i pràctics i elabora un diagnòstic que permet pronosticar conductes i aplicar un tractament efectiu per al delinqüent i el seu desequilibri psicològic. D'altra banda, també li correspon elaborar un diagnòstic sobre l'estat mental d'un criminal, desenvolupar un tractament adequat per al mateix, aplicar tècniques terapèutiques amb l'objectiu de modificar la conducta antisocial del delinqüent, fer estudis de la personalitat per conèixer clarament els factors que motiven la conducta inapropiada i oferir tractament psicoterapèutic a reclusos. En definitiva, el psicòleg criminal serà un col·laborador important en la investigació criminal gràcies a la seva habilitat per trobar respostes que s'aclareixin i impulsin la investigació.

## Comportament d'un criminal
Els assassins poden actuar de diferents maneres segons la forma de ser. N'hi ha que són organitzats i tenen la situació controlada. Aquests, normalment són més complicats de detenir, ja que passen desapercebuts perquè conviuen en una família estable, tenen una bona feina i segueixen tots els passos que fa la policia per tal de no ser trobats. En contraposició, els desorganitzats, com anomena un article de Forcrim “es caracteritzen per la seva actitud impulsiva, amb força incompetència social i sexual que els porta a tenir una major probabilitat de viure sols o amb algun familiar molt proper”. També acostumen a tenir poca intel·ligència i això comporta una debilitat en la feina.

## Relació amb laPsicopatia
Ser diagnosticat amb un trastorn mental no significa que hagis de ser un delinqüent, però sí que és cert que estadísticament, moltes persones que han comès crims pateixen malalties com per exemple la psicopatia o el trastorn antisocial.